# Božidar Jakac
Božidar Jakac, slovenski slikar in grafik, * 16. julij 1899, Novo mesto, † 20. november 1989, Ljubljana.

## Življenjepis
V matični knjigi je vpisan kot Teodor Jakac. Rodil se je očetu Antonu (po rodu iz Istre) in materi Jožici (rojena Colarič). Po prvi svetovni vojni je Jakac študiral v Pragi. Postal je eden izmed nosilcev novomeške pomladi, naprednega književno-likovnega gibanja. Delal je kot ilustrator in profesor risanja, kasneje pa je postal samostojni umetnik. Veliko je potoval. Med njegovimi učenci je bila tudi Aleksa Ivanc Olivieri. Med drugo svetovno vojno je v partizanih deloval kot kulturnik in dogodke ohranil v številnih grafikah. Kot odposlanec se je jeseni 1943 udeležil Zbora odposlancev slovenskega naroda v Kočevju in AVNOJ-a v Jajcu. Na ljubljanski akademiji upodabljajočih umetnosti (AUU) je kot njen (so)ustanovitelj in redni profesor med letoma 1945 in 1961 poučeval grafiko. Bil je prvi, vsega skupaj pa kar trikrat rektor akademije.  
Uvrščamo ga tudi med pionirje slovenskega filma, saj je v črnobeli tehniki posnel več dokumentarnih vedut Novega mesta in postal s tem prvi slovenski mojster kamere. Bil je tudi pobudnik Mednarodnega grafičnega bienala v Ljubljani.
Jakca v njegovi zgodnji dobi uvrščamo med slovenske ekspresioniste. Pozneje se je njegov mladostni zagon umiril v mojstrskem liričnem realizmu. Zapustil je ogromen opus.
Leta 1947 je za svoje delo prejel Prešernovo nagrado, 1949 pa so ga sprejeli v Slovensko akademijo znanosti in umetnosti.

## Zapuščina
Njegovo ime nosijo mnoge ustanove:
- Osnovna šola Božidarja Jakca, Ljubljana
- Galerija Božidar Jakac
- Galerija Jakčev dom v Novem mestu
- Galerija Božidar Jakac v Padni
- Kulturni dom Božidar Jakac v Padni